# Agdistis darwini
Agdistis darwini là một loài bướm đêm thuộc họ Pterophoridae. Loài này có ở Nam Phi.